# Teofil Kupka
Teofil Kupka, także zapisywany jako Theofil, Theophil, Teophil Kupka (ur. 22 sierpnia 1885 w Marklowicach, zm. 20 listopada 1920 w Bytomiu) – polityk górnośląski, secesjonista z Polskiego Komisariatu Plebiscytowego, założyciel i lider Górnośląskiego Komitetu Plebiscytowego oraz założyciel i wydawca jego organu prasowego.

## Życiorys
Dzieciństwo spędził w rodzinnych Marklowicach, również tam wraz z braćmi Pawłem (Paulem), Janem (Johannem) i Józefem (Josephem) oraz siostrą Paulą działał w Towarzystwie Polsko-Katolickim powstałym przy marklowickiej parafii. Żonę Apolonię poślubił w Lipinach (dziś dzielnica Świętochłowic) i wraz z nią zamieszkał w Bytomiu. Pracował na stanowisku urzędnika w kopalni, gdy przyjął propozycję Wojciecha Korfantego i objął kierownictwo Wydziału Organizacyjnego Polskiego Komisariatu Plebiscytowego w Bytomiu. Nadzorował tam pracę 350 agitatorów. Poznał wtedy kulisy działalności rezydentów hotelu „Lomnitz”, z Wojciechem Korfantym na czele. Teofil Kupka zażądał zmiany kierunku i metod kampanii plebiscytowej oraz zrównania pozycji śląskich i polskich urzędników w Komisariacie. Jego żądania dotyczyły głównie rezygnacji ze stosowania terroru wobec górnośląskich Niemców oraz gwarancji, że w województwie śląskim, które miało powstać w granicach Rzeczypospolitej, władzę obejmą sami Górnoślązacy, a nie desant administracyjny z Polski. Wojciech Korfanty, obawiając się rozłamu polecił usunąć Kupkę z tej instytucji. Z Kupką odeszła znaczna część rodzimych urzędników (m.in. Cysarz, Zmuda, Gemander, Szymura, Pietruszka), którzy odcięli się zdecydowanie od Korfantego i jego otoczenia, w większości wywodzącego się spoza Śląska, głównie z Wielkopolski.

### Secesja
We wrześniu 1920 roku secesjoniści założyli Górnośląski Komitet Plebiscytowy (Das Oberschlesische Plebiszit-Komitee) z siedzibą w Bytomiu, nieopodal hotelu „Lomnitz”. Początkowo komitet ten przyjął na siebie rolę organu plebiscytowego Związku Górnoślązaków-Bund der Oberschlesier, dążąc do przyznania Górnemu Śląskowi „wolnopaństwowej autonomii”, czyli niepodległości oraz sprzeciwiając się powstaniom i korupcji w łonie Polskiego Komisariatu Plebiscytowego. Prawdopodobnie Antoni (Anton) Gemander należał do obydwu organizacji. Wkrótce jednak Teofil Kupka uznał opcję niepodległości za nierealną i nawiązał kontakt z niemieckim komisarzem plebiscytowym Kurtem Urbankiem. 6 listopada Teofil Kupka wydał pierwszy numer swego organu prasowego, dwujęzycznego tygodnika „Wola Ludu – Der Wille des Volkes”, redagowanego przez Wilhelma Cysarza. Na jego łamach lansował hasło „Górny Śląsk dla Górnoślązaków”, jako przeciwwagę do sugerowanego przezeń nacjonalistycznego oblicza obozu Korfantego, podjudzającego Górnoślązaków do wojny domowej. Pokazywał, że w Polskim Komisariacie Plebiscytowym, poza posadami samego Korfantego i Józefa Rymera, wszystkie inne wysokoopłacane z Warszawy stanowiska, zarezerwowane były dla osób spoza Górnego Śląska. Chociaż rodowici Górnoślązacy stanowili tam 2/3 personelu, to główne posady były poza ich zasięgiem. Górnośląski Komitet Plebiscytowy domagał się „unieszkodliwienia podszczuwaczy, terrorystów i burzycieli pokoju […] którzy usiłują podłymi kłamstwami nas do siebie zwabić”. Teofil (Theophil) Kupka krytykował również protekcjonalny stosunek Polaków w stosunku do Górnoślązaków, których nazywali „ludkiem śląskim”. W odpowiedzi cytował galicyjskie gazety, które podawały, że około 70% Polaków to analfabeci oraz dodawał, że ponad 99,5% Górnoślązaków potrafi doskonale czytać i pisać, w tym 70% po niemiecku, natomiast 30% równocześnie po niemiecku i po polsku. Przewidywał również, że los ludności rodzimej, nie najlepszy pod panowaniem pruskim, w państwie polskim ulegnie dalszemu pogorszeniu. Przeciwstawiał się antagonizowaniu, żyjących dotychczas w zgodzie, obydwu grup etniczno-językowych na Górnym Śląsku, częstokroć ze sobą mocno związanych i wymieszanych. Na łamach jego pisma ukazywały się hasła ukazujące odrębność Ślązaków od Polaków np.: „Jak świat światem – nie będzie Ślązak szlachcicowi bratem”. „Wola Ludu – der Wille des Volkes” zyskała sporą poczytność wśród ludności śląskiej, mimo utrudniania jej kolportażu przez polskich bojówkarzy. 16 listopada 1920 roku „Der Bund-Związek” na swych łamach pytał: Dokąd zmierza Wola Ludu?. Jego redaktorzy zasugerowali, że zdaje się ona korzystać z protekcji niemieckiego komisarza plebiscytowego, gdyż jest popierana przez niemiecką prasę. Wykazali także jej brak konsekwencji, gdyż pomimo powielania wielu haseł „wolnokrajowców”, nie wysuwali najważniejszego z nich tj. postulatu niepodległości Górnego Śląska. Działacze Związku Górnoślązaków-Bund der Oberschlesier zachowali więc rezerwę wobec Kupki i jego stronników. 20 listopada 1920 roku na łamach 3 numeru „Woli Ludu – der Wille der Volkes” ukazał się tekst Czemu milczycie?: Prasa górnośląska – która stoi w żołdzie szlachty polskiej – wzywam ponownie, by uczynione mi zarzuty wreszcie udowodniła (…) podpisany Teofil Kupka.

### Mord polityczny

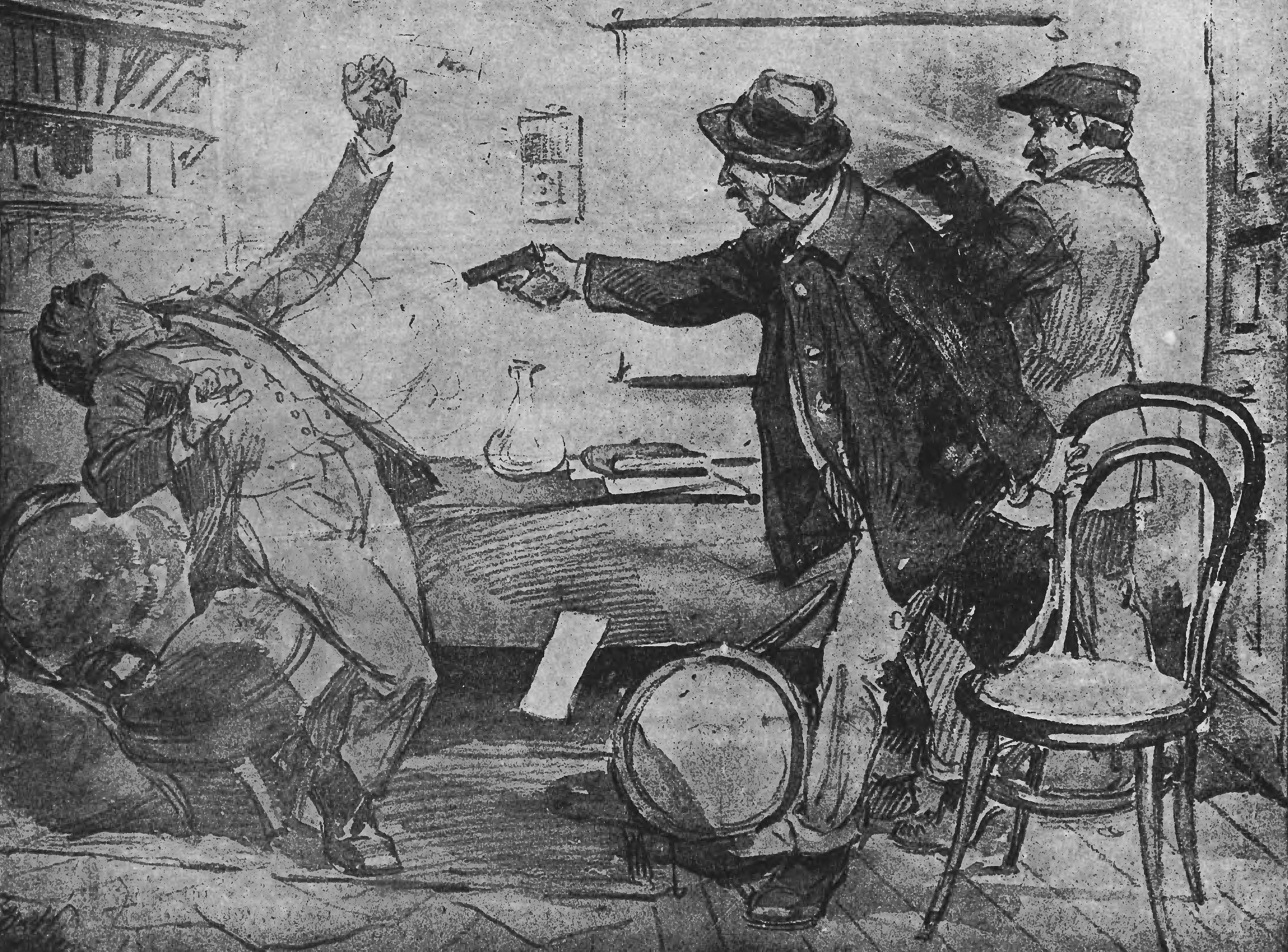
Scena morderstwa Teofila Kupki przedstawiona na okładce „Nowości Illustrowanych”

Tego samego dnia około godz. 17, wysłali do domu Kupki Henryka Myrcika i Jendrzeja z podległej bezpośrednio Polskiemu Komisariatowi Plebiscytowemu i Polskiej Organizacji Wojskowej – Bojówki Polskiej. Ci pod pretekstem zamiaru podjęcia pracy w kopalni, gdzie Teofil Kupka był urzędnikiem, dostali się do jego mieszkania, a następnie zastrzelili Kupkę, na oczach jego ciężarnej żony i pięciorga dzieci. Teofil Kupka zmarł wskutek ośmiu ran postrzałowych głowy i klatki piersiowej, przeżywszy zaledwie 35 lat. Współczesny komentarz polskich badaczy w sprawie tego mordu brzmi następująco: Kupka znał doskonale mechanizm kampanii przedwyborczej i najbardziej tajne sprawy (…) Stał się niebezpieczny. O zainspirowanie morderstwa Kupki oskarżano samego komisarza Korfantego. Według relacji Franciszka Lubosa – szefa personelu Polskiego Komisariatu Plebiscytowego, kilka dni wcześniej otrzymał on od Korfantego polecenie wydania „zdjęcia” Kupki pewnym mężczyznom. Istnieją hipotezy mówiące, że polski komisarz wydał jedynie polecenie pobicia swego przeciwnika, natomiast zamordowano go z inspiracji kręgów Polskiej Organizacji Wojskowej, kierowanej przez por. Michała Grażyńskiego. Wzburzony morderstwem Teofila Kupki, niemiecki komisarz plebiscytowy Kurt Urbanek domagał się wydalenia Wojciecha Korfantego z terenu plebiscytowego. Sam polski komisarz plebiscytowy kategorycznie odcinał się od tej zbrodni. W jego obronie wystąpiły również wszystkie niemieckojęzyczne polskie gazety na tym terenie: bytomski „Weisse Adler”, kluczborska „Kreuzburger Zeitung”, rybnicka „Katholische Volkszeitung”, raciborska „Oberschlesische Wegweiser”, opolska „Oderwacht”, bytomskie „Das Erwachen”, gliwicka „Oberschlesische Post” i bytomska „Oberschlesische Grenz Zeitung” (powszechnie zwana „grencarką”), które zarzucały nawet morderstwo Kupki bojówkom niemieckim. „Wola Ludu – der Wille des Volkes” jednoznacznie obarczyła winą Korfantego, ostro krytykując go w większości swych artykułów. Jednego z morderców Teofila Kupki, Henryka Myrcika – ślusarza z Szarleja (dziś dzielnica miasta Piekary Śląskie) ujęto i osadzono w więzieniu. Na dzień przed procesem przedstawiciel trybunału w Opolu skonfiskował akta, zaś samego mordercę uwolnili z więzienia francuscy żołnierze. Zachęceni bezkarnością polscy bojówkarze wyrzucili wdowę i sieroty po Kupce z ich mieszkania. W efekcie rodzina Kupków wyjechała do Niemiec. W maju 1931 roku, w ferworze walki politycznej z wojewodą Grażyńskim, na łamach swego organu prasowego „Polonii” – Wojciech Korfanty zrzucił na POW, kierowaną niegdyś właśnie przez Grażyńskiego, odpowiedzialność za zbrodnie z okresu plebiscytu: Bojówki organizacji nie utrzymane w należytej dyscyplinie i działające na własną rękę wyrządzały nie tylko polityczną szkodę, ale hańbiły imię Polski. Przypomnę sprawę Kupki.